# Parafia Matki Bożej Częstochowskiej w Hanulinie
Parafia Matki Bożej Częstochowskiej w Hanulinie – parafia rzymskokatolicka znajdująca się w diecezji kaliskiej, w dekanacie Kępno.